# Sấy thăng hoa

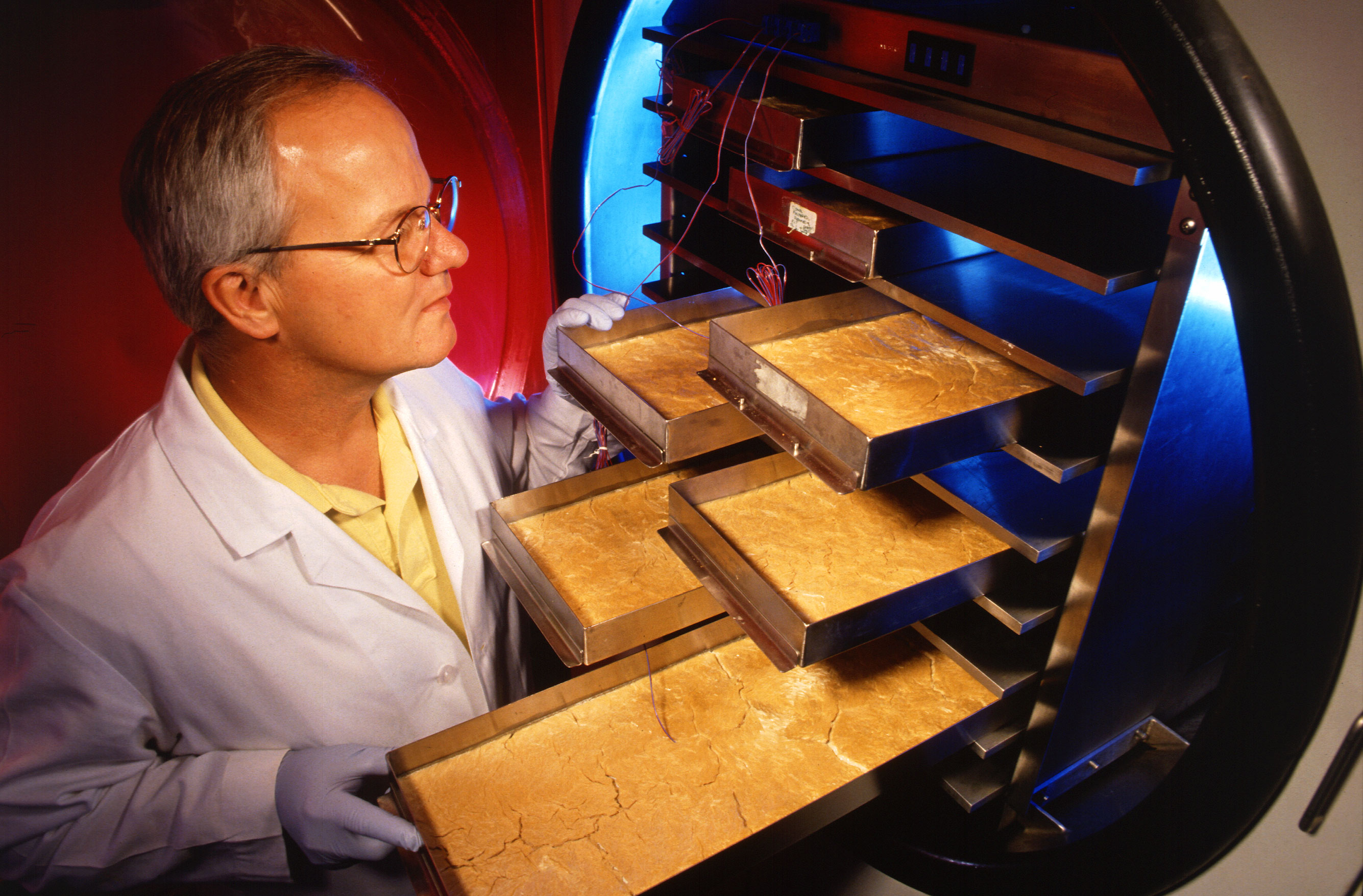
Thực hiện việc sấy thăng hoa (đông khô)

Sấy thăng hoa hay còn gọi là sấy đông khô (Freeze drying) hay còn gọi là kỹ thuật khử nước là quá trình khử nước ra khỏi thực phẩm, giúp nước chuyển từ thể rắn sang thể khí trong môi trường chân không, bao gồm việc đông lạnh sản phẩm và giảm áp suất, do đó loại bỏ băng bằng cách thăng hoa (Sublimation). Kỹ thuật này trái ngược với việc mất nước bằng hầu hết các phương pháp thông thường là làm bay hơi nước bằng nhiệt. Do nhiệt độ thấp được sử dụng trong quá trình chế biến ở điều kiện chân không, khi nước thăng hoa trực tiếp sẽ chuyển từ dạng rắn sang dạng khí. Nhờ đó, sản phẩm sau khi sấy vẫn giữ được hình dạng, mùi vị, màu sắc cũng như các dưỡng chất trong thực phẩm, thực phẩm có thể giữ được trọn hương vị, màu sắc lẫn dưỡng chất bên trong hiệu quả, sản phẩm được tái tạo nước vẫn giữ được nhiều đặc tính ban đầu của nó. Khi các vật thể rắn như dâu tây được đông khô, hình dạng ban đầu của sản phẩm vẫn được duy trì. Tế bào động vật có vú thường không còn sự sống sau quá trình sấy đông lạnh mặc dù chúng vẫn có thể được bảo quản.

## Ứng dụng

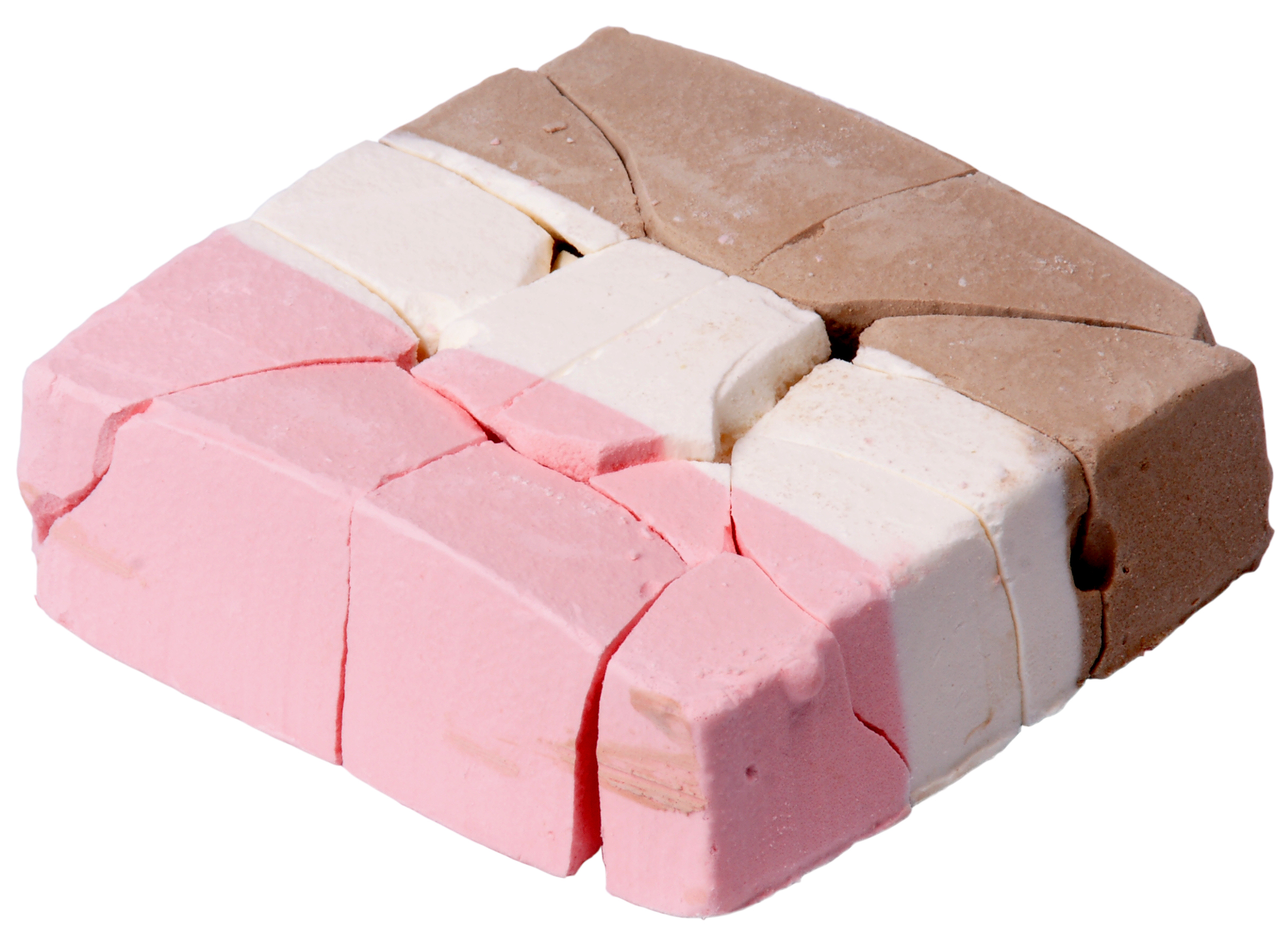
Một sản phẩm kem ngọt đông khô

Vào năm 2023, kẹo đông khô trở nên phổ biến hơn bao giờ hết với các phiên bản đông khô của các loại kẹo phổ biến như Skittles, Nerds và bánh ngọt xuất hiện trong các cửa hàng. Thực phẩm đông khô trở thành thành phần chính trong khẩu phần ăn của phi hành gia và quân đội. Những gì bắt đầu đối với các phi hành gia là các bữa ăn trong ống và đồ ăn nhẹ đông khô khó bù nước đã được chuyển đổi thành các bữa ăn nóng trong không gian bằng cách cải thiện quy trình tái tạo nước cho các bữa ăn đông khô bằng nước. Khi công nghệ và chế biến thực phẩm được cải thiện, NASA đã tìm cách cung cấp dinh dưỡng hoàn chỉnh đồng thời giảm vụn thức ăn, vi khuẩn gây bệnh và độc tố. Yếu tố dinh dưỡng hoàn chỉnh đã được cải thiện bằng cách bổ sung dầu thực vật có nguồn gốc từ tảo để bổ sung axit béo không bão hòa đa. Axit béo không bão hòa đa có lợi cho sự phát triển về mặt tinh thần và thị lực và vì chúng duy trì ổn định trong suốt du hành vũ trụ, có thể mang lại cho các phi hành gia những lợi ích bổ sung. Vấn đề vụn bánh mì đã được giải quyết bằng cách thêm lớp phủ gelatin vào thực phẩm để giữ chặt và ngăn ngừa vụn bánh mì. Vi khuẩn gây bệnh và độc tố đã được giảm thiểu thông qua kiểm soát chất lượng và phát triển kế hoạch Phân tích mối nguy và điểm kiểm soát tới hạn (HACCP), được sử dụng rộng rãi ngày nay để đánh giá nguyên liệu thực phẩm trước, trong và sau khi chế biến. Khẩu phần quân độ cũng đã có nhiều thay đổi, từ việc phục vụ thịt lợn ướp muối và bột ngô cho đến món thịt bò bít tết với nước sốt nấm. Cách thức lựa chọn và phát triển khẩu phần ăn dựa trên sự chấp nhận, dinh dưỡng, tính lành mạnh, khả năng sản xuất, chi phí và vệ sinh.